# Беј Сити (Орегон)
Беј Сити (енгл. Bay City) град је у америчкој савезној држави Орегон.

## Демографија
По попису из 2010. године број становника је 1.286, што је 137 (11,9%) становника више него 2000. године.
| Група             | 2000.         | 2010.         |
| Белци             | 1.068 (93,0%) | 1.151 (89,5%) |
| Афроамериканци    | 5 (0,4%)      | 0 (0,0%)      |
| Азијати           | 8 (0,7%)      | 11 (0,9%)     |
| Хиспаноамериканци | 36 (3,1%)     | 86 (6,7%)     |
| Укупно            | 1.149         | 1.286         |